# Menhir d'Alsbach
Le menhir d'Alsbach (en allemand : menhir von Alsbach), connu également sous le nom de « Hinkelstein », est un mégalithe datant du Néolithique situé près de la commune d'Alsbach, en Hesse (Allemagne).

## Situation
Le menhir est situé à une quinzaine de kilomètres au sud de Darmstadt, entre Bickenbach et Zwingenberg, à proximité de la rue Am Hinkelstein.

## Description
Il s'agit d'un monolithe daté de 2 000 av. J.-C. composé de malachite. Il mesure 1,56 m de hauteur pour 1,03 m de largeur et 0,47 m d'épaisseur ; son poids est estimé à 3,35 tonnes.

## Histoire
La pierre a probablement servi de rocher-calendrier préhistorique marquant le début du solstice, et de borne frontière.
En 1812, des fouilles archéologiques dirigées par August Konrad Hofmann (de) sont effectuées sous le menhir, sans résultat. Le sol est par la suite devenu si instable à cause des fouilles que la pierre tomba ; elle sera redressée à son emplacement d'origine en 1866 par des membres de l'association Historischer Verein für Hessen.